# Likmask

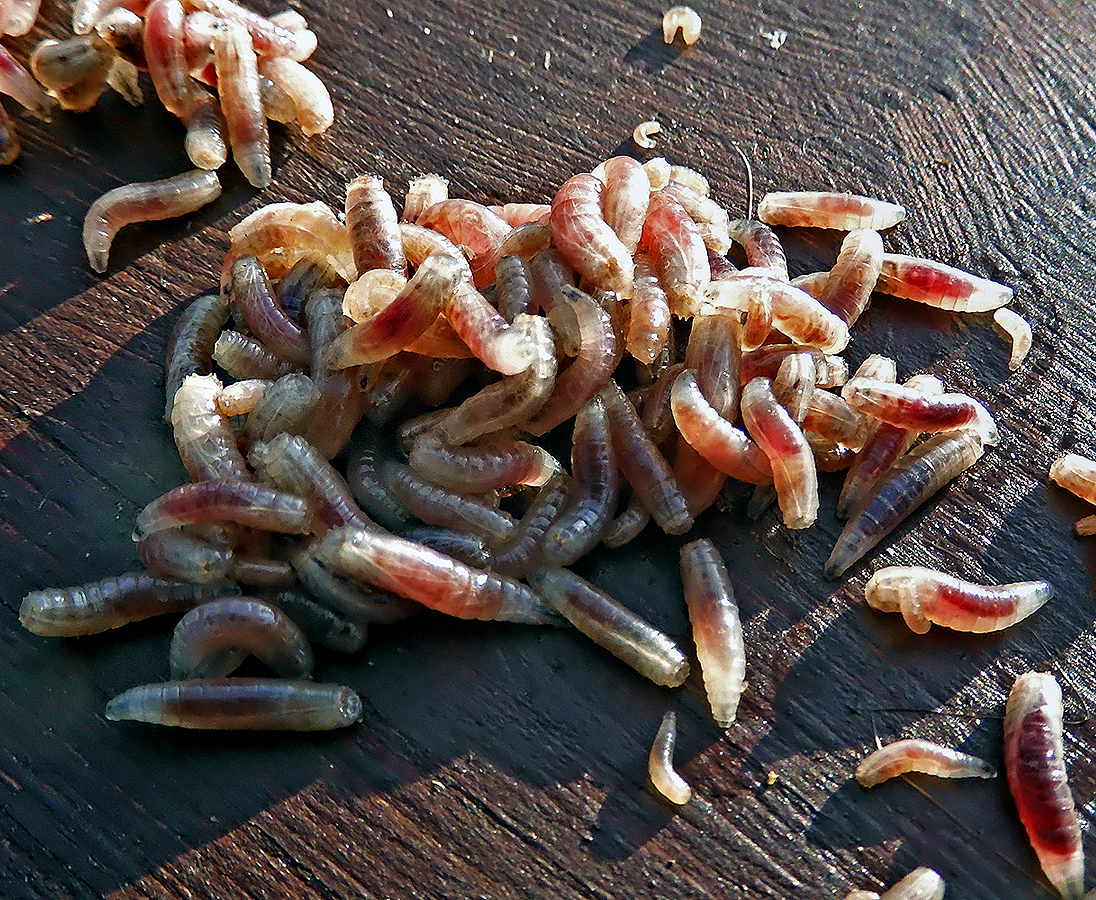
Likmaskar från Vildkanin.

Likmask är ett populärbegrepp för de vita maskliknande fluglarver som lever av döda djur eller människor. Fluglarverna utgörs framför allt av spyflugor som lockas till den döda kroppen av nedbrytningsämnen som bildas när död vävnad bryts ner där de lägger sina ägg som snart kläcks. 
Ett vanligt förekommande missförstånd är att likmaskar uppstår "av sig själva" i en död kropp eller att "maskäggen" ligger latenta i kroppen och börjar utvecklas först när värdkroppen är död. Detta är felaktigt. Redan 1668 visade Francesco Redi att fluglarver inte uppkommer spontant i kött som ruttnar. Larverna kläcks ur ägg som de fullvuxna insekterna lägger på kroppen.
Spyflugelarver är viktiga för rättsentomologiska analyser eftersom de oftast appliceras på kroppen efter dödsögonblicket och därmed ger en uppskattning av hur lång tid som förflutit sedan döden inträdde. De spelar också en stor och viktig ekologisk roll vid nedbrytningen av kadaver, en process som studeras inom rättstafonomin.